# 貝氏鹽藻
貝氏鹽藻（学名：Halophila beccari）为水鱉科喜鹽草屬下的一个种。

## 扩展阅读
- 維基物種上的相關：貝氏鹽藻